# Jean-Henri Marlet

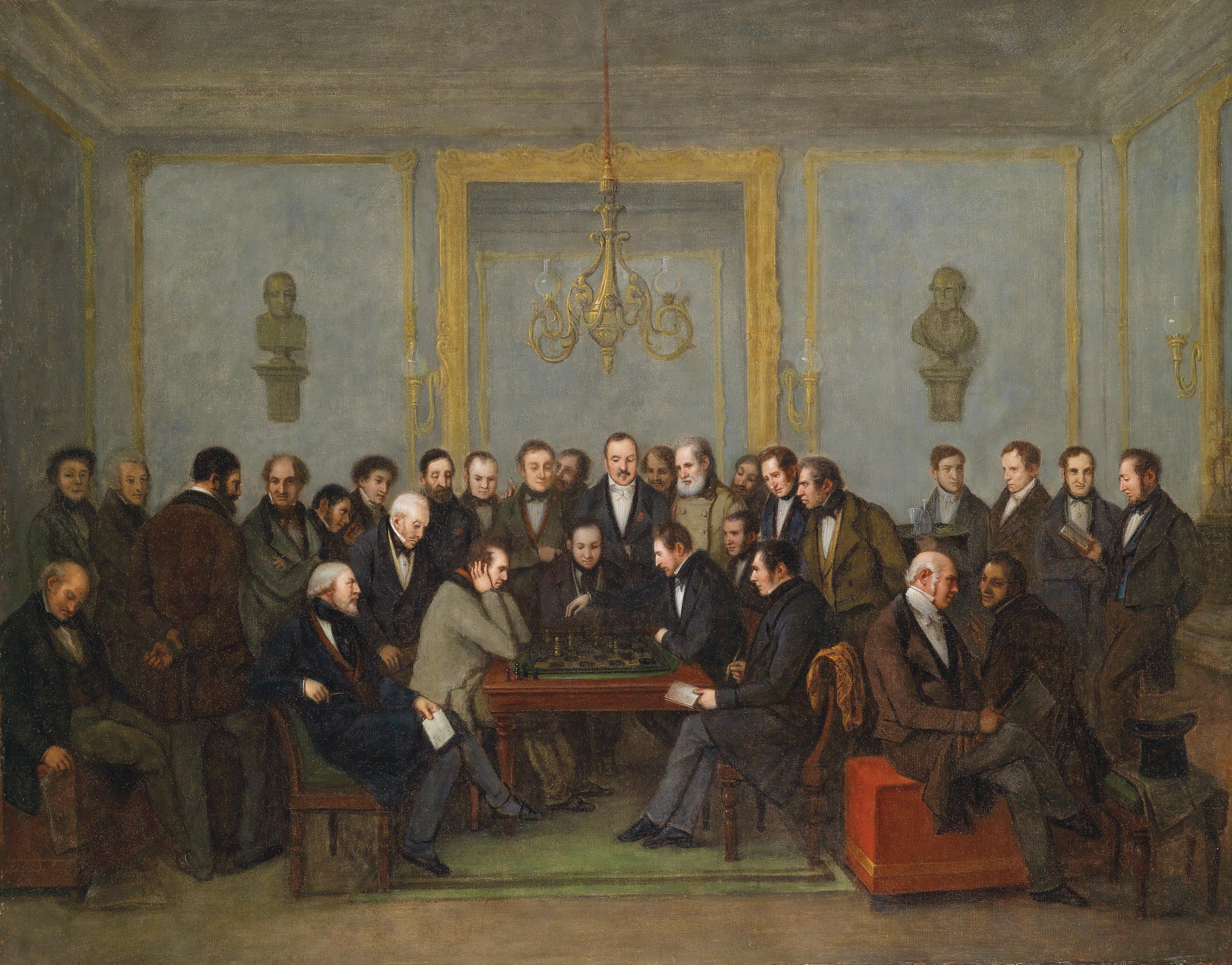
El famós matx d'escacs entre Howard Staunton i Pierre Charles Fournier de Saint-Amant, el 16 de desembre de 1843

Jean-Henri Marlet, també conegut com a Jean Henry Marlet (Autun, 18 de novembre de 1771 - París, 1847), va ser un pintor i gravador francès.
Va ser estudiant a l'Académie de Dijon, i després de la Revolució a l'estudi del baró Jean-Baptiste Regnault. Va pintar grans quadres que representaven esdeveniments històrics i va ser un dels primers artistes a utilitzar la litografia a França. Les seves proves es van fer als estudis de Lasteyrie o Engelmann, després impreses per ell mateix entre 1822 i 1832. Durant la Restauració borbònica les seves imatges eren patriòtiques, amb una vitalitat igual a la de Nicolas-Toussaint Charlet, Auguste Raffet o Carle Vernet. Va ser responsable d'una sèrie de 72 gravats que mostraven escenes a París.
- 1804 : L'Enlèvement de Briséis, Scène des Champs- Élysée, Orphée jouant de la lyre, Chasse de Diane, Les Sabines sortant de Rome - aquestes quatre composicions estan dibuixades a ploma.
- 1806 : Pie VII donnant sa bénédiction aux enfants au pavillon de Flore aux Tuileries, Les Nymphes de Calypso, guidées par l'Amour, allant mettre le feu au vaisseau d'Ulysse, La Chasse de Télémaque dans l'île de Calypso, Télémaque allant aux enfers, Naufrage de La Fère.
- 1808 : La Madeleine chez le pharisien pour l'église des Blancs- Manteaux, Un Nègre blessé pansé par des enfants, Visite d'Asker-Kan, ambassadeur de Perse, à M. de Champigny.
- 1810 : Une Première communion de jeunes filles, Un Atelier de jeunes peintres, Asker-Kan recevant des dames dans son salon à la manière persane, Trait de la vie de Fénélon, Sujets de la vie de Télémaque, Cortége de Leurs Majestés traversant la Galerie du Musée pour se rendre à la chapelle, Portrait de M. Audry, médecin, donnant des consultations chez lui.
- 1812 : La Malédiction paternelle, La Réconciliation, Raphaël recevant le pape Léon X dans son atelier lui fait voir le tableau de la Sainte Famille commandé par François Ier.
- 1814 : Charles-Quint ramassant le pinceau du Titien, Distribution d'aliments aux pauvres.
- 1817 : La Mort de l'abbé Chappe à la Californie, Sermon dans l'église du port à Clermont en Auvergne, Arrivée des prisonniers des armées alliées sur la place de Jode à Clermont, Raphaël dans son atelier peignant sa maîtresse, Concert au quinzième siècle, Buste de Louis XVIII porté en triomphe par les habitants de Nevers, Un Lutrin de village.
- 1819 : Dessins pour Les Croisades, et for La Henriade of Voltaire, Le Retour de l'exilé, Le Duc d'Angoulême visitant le Mont-de-Piété, La Reddition de Huningue, Les Missionnaires au mont Valérien.

Marlet també va produir pintures de gènere i retrats de celebritats. Va rebre una medalla el 1822 i diversos premis a París.